# Hispaniolczyki
Hispaniolczyki (Phaenicophilidae) – rodzina ptaków z rzędu wróblowych (Passeriformes). 

## Występowanie
Rodzina obejmuje ptaki występujące endemicznie na wyspie Haiti (Hispaniola) i dwóch sąsiednich wysepkach na Morzu Karaibskim.

## Systematyka
Hispaniolczyki stanowią takson siostrzany wobec trelników (Nesospingidae) i antyli (Spindalidae).
Do rodziny zaliczają się następujące rodzaje:
- Phaenicophilus
- Xenoligea – jedynym przedstawicielem jest Xenoligea montana – hispaniolka
- Microligea – jedynym przedstawicielem jest Microligea palustris – gąszczarka

Rodzina ta do niedawna nie była wyróżniana przez wszystkich systematyków. Np. jeszcze w 2017 roku Międzynarodowy Komitet Ornitologiczny (IOC) uznawał rodzaje Xenoligea i Microligea za incertae sedis, umieszczając je obok lasówek (Parulidae) z zaznaczeniem niepewnego pokrewieństwa. Phaenicophilus umieszczał natomiast w rodzinie tanagr (Thraupidae).